# Còclea
La còclea (també coneguda com a caragol o cuc de l'orella) és una estructura en forma de tub enrotllat en espiral, situada en l'orella interna. Forma part del sistema auditiu dels mamífers. En el seu interior es troba l'òrgan de Corti, que és l'òrgan del sentit de l'audició.

## Estructura
El còclea està formada per tres cambres longitudinals plenes de fluids: la rampa timpànica i la rampa vestibular contenen perilimfa, i el conducte coclear conté endolimfa. La rampa timpànica es comunica amb la vestibular en el helicotrema, el vèrtex de la "petxina del caragol".
Aquestes tres cambres estan separades per dues membranes: la membrana de Reissner, entre la rampa vestibular i el conducte coclear; i la membrana basilar, entre el conducte coclear i la rampa timpànica. És en la membrana basilar on resta l'òrgan de Corti, amb les cèl·lules ciliades (que són els receptors auditius). Aquesta part contribueix molt al fonoreceptor i és molt important.
L'eix entorn del qual s'enrotlla la còclea es coneix com a modíol o columnel·la. Junt a ell està el gangli espiral de Corti, que és on s'agrupen els somes de les neurones que estan connectades a les cèl·lules ciliades, i d'on parteix el nervi auditiu (VIIIé parell cranial).